# Die große Attraktion (1961)
Die große Attraktion ist ein 1960 in Deutschland gedrehtes Zirkusmelodram von James B. Clark mit Esther Williams, Cliff Robertson und Robert Vaughn in den Hauptrollen. Die Geschichte basiert auf dem Roman  I'll Never Go There Any More von Jerome Weidman.

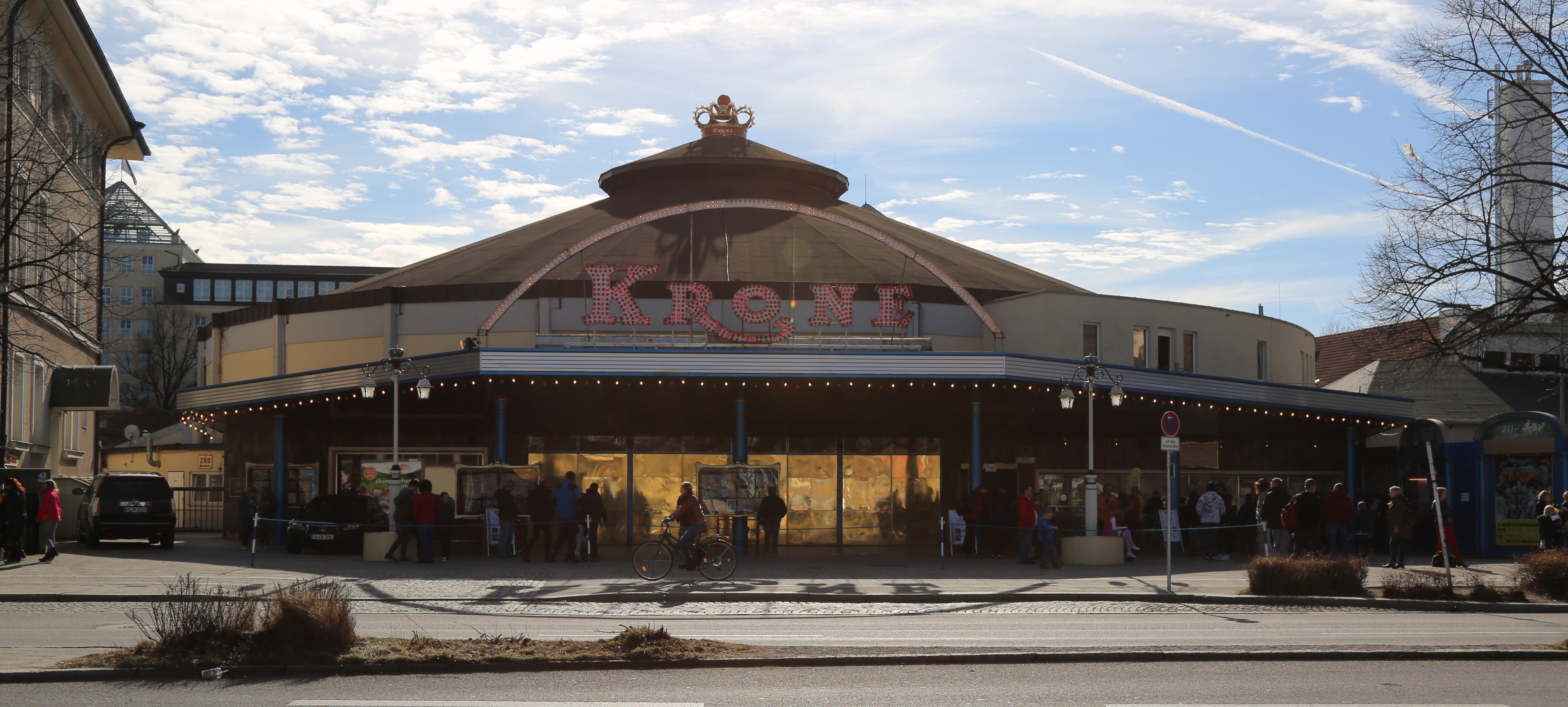
Drehort Circus Krone (heutiges Gebäude) in München

## Handlung
Josef Everard kommt am Münchner Hauptbahnhof an. Sein Weg führt direkt zu dem familieneigenen Zirkus. Sein Bruder Klaus hat dort seit geraumer Zeit das Sagen und empfängt ihn mit kühler Höflichkeit. Josef hat gerade eine Gefängnisstrafe für den mittlerweile verstorbenen Vater, den alten Zirkuschef Bruno Everard, abgesessen und verlangt nun seinen Anteil am Betrieb. Doch Klaus will Josef so schnell wie möglich wieder loswerden und bietet Josef an, ihn mit 60.000 DM auszuzahlen, sodass er anderswo einen Neuanfang starten könnte. Angewidert verlässt Josef Klausens Büro. In der Manege stehend, erinnert er sich an die Zeit, als er der Starartist in der Manege war …
Rückblende: Bruno Everard führt mit eiserner Hand seinen Wanderzirkus. Er hat vier Kinder, drei Söhne und eine Tochter, die allesamt ebenfalls im Familienbetrieb mitarbeiten und zum Teil auch in der Manege auftreten. Zwischen den einzelnen Familienmitgliedern herrscht ständige Spannung, besonders Klaus findet, dass der Alte Josef bevorzugt. Um endlich des Vaters Aufmerksamkeit und Anerkennung zu erheischen, entscheidet sich Klaus, seine Freundin, die Luftakrobatin Carlotta Martinez zu verlassen und stattdessen Teresa Vizzini zu heiraten, deren Vater Pietro Besitzer einer Tierschau ist. Bruno Everard ist schon seit geraumer Zeit erpicht darauf, sich mit Pietro zusammentun, um sein Zirkusunternehmen mehr Pep und Sensationen zu verschaffen. Josef hat sich in der Zwischenzeit in eine reiche Amerikanerin verliebt, die er als Zirkusbesucherin kennen gelernt hat. Jene Hillary Allen ist durchaus ebenfalls an ihm interessiert, verlangt aber, dass er das Zirkusleben hinter sich lassen soll, um mit ihr zu kommen. 
Auch seine Tochter Gerda bereitet Bruno Everard einigen Kummer. Sie heiratet den Soldaten Eric Solden, der sich gern als Trapezkünstler versuchen möchte. Als Teresa Vizzini die wahren Gründe erfährt, weshalb Klaus sie geheiratet hat, ist sie derart verzweifelt darüber, dass sie Selbstmord verübt, in dem sie sich in die Manege zu den in einem Käfig eingeschlossenen Eisbären begibt und wird von einem der ihren während einer Vorstellung getötet. Klausens Ex wiederum, Carlotta, kommt beinahe ums Leben, als sie ihren neuen Hochseilakt vollführt. Der Grund für die Beinahe-Katastrophe lag im fehlerhaften Aufbau. Josef übernimmt für diesen beinah tödlichen Fehler die Schuld und erspart damit seinem Vater, eine Gefängnisstrafe anzutreten. Statt seiner wird nun Josef Everard dazu verurteilt, für fünf Jahre hinter Gitter zu gehen. Klaus, Hans und Fredrik nutzen die allgemeine Schwäche des Alten, der seine Anteile zu jeweils 25 Prozent an seine Kinder überschrieben hat, und die Abwesenheit von dessen vermeintlichen Lieblingssohn Josef, um endlich die allgemeine Kontrolle im Familienbetrieb zu übernehmen. Als Bruno selbst Ambitionen entwickelt, wieder als Trapez-Artist unter der Zirkuskuppel aufzutreten, erleidet er, am Trapez hängend, einen Herzinfarkt und stirbt infolgedessen.
Wieder in der Gegenwart: In der Manege stehend, hat Josef mit seinen Erinnerungen an seine Zirkuskarriere und seinen Vater abgeschlossen, als im halbdunklen Zuschauerraum Klaus von hinten auftaucht, bewaffnet mit einer Reihe von Wurfmessern. Klaus drängt Josef nochmals, den Zirkus und München für immer zu verlassen, sonst könne er für nichts garantieren. Klaus hat finstere Absichten, zumal Josef sich nicht bereit zeigt, sang- und klanglos zu verschwinden. Es kommt zum Kampf auf Leben und Tod. Als Klaus versucht, den Brudermord zu begehen, kommt er dem Bärenkäfig zu nahe und stirbt wie schon seine Braut Teresa einen grausamen Tod durch die Pranke eines Eisbären. In der finalen Szene steht nun Josef mit seinen beiden verbliebenen Brüdern Hans und Fredrik im Rahmen einer neuen gemeinsamen Nummer in der Manege: Hilary und beider Sohn, der kleine Bruno, schauen ihm begeistert zu. 

## Produktionsnotizen
Die große Attraktion wurde 1960 in Bayern (Bavaria-Film-Atelier) bzw. im Circus Krone gedreht und am 10. Mai 1961 in New York uraufgeführt. Die deutsche Premiere war am 14. Juli desselben Jahres. 
Die Filmbauten in den Münchner Bavaria-Studios gestalteten Ludwig Reiber und Max Seefelder, deren letzte Kinoarbeit dies war. Walter Rühland zeichnete für den Ton verantwortlich. Die Kostüme schuf Teddy Rossi-Turai, Heinz Rühmanns langjähriger Maskenbildner Josef Coesfeld gestaltete das Make-Up.
Hollywoods einstiger Aquatikfilm-Star Esther Williams beendete nach diesem Film weitgehend ihre Schauspielkarriere. Man ermöglichte ihr hier sogar noch einmal eine kurze Schwimmszene (in einem Swimmingpool).
Harald Leipnitz hat nach etwa 15 Minuten einen sehr kurzen Auftritt als Begleiter von Esther Williams als Gast einer Zirkusvorstellung. Es war sein ungenanntes Leinwanddebüt.

## Synchronisation
| Rolle         | Darsteller       | Synchronsprecher |
| ------------- | ---------------- | ---------------- |
| Hillary Allen | Esther Williams  | Gisela Trowe     |
| Josef Everard | Cliff Robertson  | Arnold Marquis   |
| Klaus Everard | Robert Vaughn    | Eckart Dux       |
| Bruno Everard | Nehemiah Persoff | Herbert Grünbaum |
| Frederik      | Franco Andrei    | Jochen Schröder  |

## Kritiken
Halliwell’s Film Guide charakterisierte den Film wie folgt: „Noch ein Remake von „House of Strangers“ … Nicht zu schlecht für ein typisches Zirkusmelodram“.
Im Filmdienst heißt es: „Die nach Schablone gefertigten, mit Sentimentalitäten und Übertreibungen dargebotenen Konflikte werden durch attraktive Zirkus-Nummern in einer typisch bunten Sensationen-Schau leidlich unterhaltsam.“